# Apalone
 Apalone és un gènere de  tortugues de la família Trionychidae que inclou quatre espècies conegudes com les tortugues de closca tova d'Amèrica; tal com el seu nom indica són tortugues de closca tova i tenen un peculiar nas que recorda al d'un porc. Es distribueixen per Amèrica.

## Taxonomia
- Apalone atra
- Apalone ferox
- Apalone mutica
- Apalone spinifera

## Conservació
Apalone ferox, Apalone spinifera i Apalone mutica es poden vendre i comprar lliurement però Apalone atra està en perill crític d'extinció, per això està protegida.

## Història
Anteriorment totes les seves espècies es classificaven en el gènere Trionyx.